# Sersinio Profijt
Sersinio Profijt (14 november 1993) is een Surinaams voetballer. Hij keepte voor SV Leo Victor en in het Surinaamse voetbalelftal. In 2020 vertrok hij naar Nederland.

## Biografie
Veel familieleden voetbalden, waardoor Sersinio Profijt hier ook al rond zijn achtste thuis mee begon. Op zijn tiende begon hij met straatvoetbal en even later schreef hij zich in bij SV Leo Victor. Hij was vanaf het begin af aan vaak keeper en voetbalde ook wel eens mee. Zijn eerste trainer gebruikte hem ook wel als spits, omdat hij kon scoren.
Van 2016 tot 2019 was hij doelman in het eerste van SV Leo Victor. Aan het eind van het seizoen 2016-2017 werden hij en Obrendo Huiswoud uitgeroepen tot de twee doelmannen die het minst gepasseerd waren in de SVB Topklasse. Het prijzengeld van 750 SRD doneerde hij aan Huize Betheljada die zorgt voor kinderen met een beperking.
In deze tijd was hij ook tweede doelman van het Surinaamse voetbalelftal. Hij kwam niettemin toch meerdere keren tot spelen. In 2012 speelde hij in het team U-20 wedstrijden tegen Cuba, Jamaica en Antigua en Barbuda. In 2018 en 2019 speelde hij drie kwalificatiewedstrijden in de CONCACAF Nations League tegen de Britse Maagdeneilanden, Jamaica en Saint Kitts en Nevis. In deze jaren studeerde en werkte hij er nog naast. De combinatie van deze drie viel hem zwaar. "Zo krijg je nooit een profcontract," verzuchtte hij in een interview in 2018. Hij studeerde bedrijfskunde aan de University of Applied Sciences and Technology (UNASAT) in Paramaribo en werkte bij het Torarica Resort. In 2018 ging hij met de nationale selectie voor wedstrijden naar Nederland en keepte in de wedstrijd tegen Jong Sparta uit Rotterdam.
In 2019 vertrok hij naar Nederland en speelde hij drie seizoenen voor de derdeklasser ODIN '59 uit Heemskerk. Op 21 september 2021 speelde hij met deze club een KNVB Bekerwedstrijd tegen De Treffers uit de Tweede Divisie. Medio 2022 stapte hij over naar RKVV Velsen uit de Vierde Divisie.